# Susan McKinney Steward

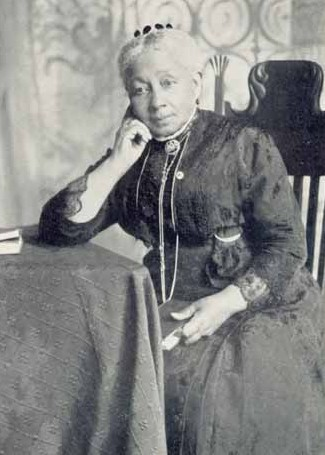
Susan McKinney Steward

Susan Maria McKinney Steward (* 1847 in Brooklyn; † 7. März 1918 in Wilberforce, Ohio), geborene Smith, war eine US-amerikanische Ärztin und Mitglied der Suffragetten. Als erste schwarze Frau im Staat New York und als dritte innerhalb der Vereinigten Staaten erlangte sie den Doktortitel und gründete das Women’s Homeopathic Hospital and Dispensary in Brooklyn. Gemeinsam mit ihrer Schwester Sarah Garnet setzte sie sich für das Frauenwahlrecht ein.

## Leben

### Herkunft und Ausbildung
Susan Maria Smith war das siebte von zehn überlebenden Kindern des Paares Sylvanus Smith, eines schwarzen Viehzüchters und Anne Springsteel bzw. Ann Springstead, der Tochter einer Shinnecock und deren französischen Ehemannes. Die älteste ihrer insgesamt fünf Schwestern war die spätere Lehrerin und Frauenrechtlerin Sarah Garnet. Hinzu kamen ein jüngerer und drei ältere Brüder. Ihre Ururgroßmutter Libby Larkins gehörte zum Stamm der Montaukett, ihr Urgroßvater väterlicherseits, Solomon Hubbs, war gebürtiger Afrikaner und angeblich ein Prinz seiner Heimat, der von einem Sklavenschiff entflohen war.
In ihrer Kindheit und Jugend wurde Steward im Orgelspiel ausgebildet und erhielt dadurch die Qualifikation zu unterrichten. Für zwei Jahre unterrichtete sie Musik an einer öffentlichen Schule in Washington, D.C. Zwei ihrer Schwestern, Sarah Garnet und Emma Thomas, waren ebenfalls Schullehrerinnen, während die jüngste Schwester Clara Klavierunterricht gab. Zwei ihrer Brüder starben während des Sezessionskriegs, einer von ihnen auf See.
Ihre Familie berichtete, dass Steward sich in ihrer Jugend aufopferungsvoll um eine kranke Nichte kümmerte. Im Jahr 1866 wurde Brooklyn zudem von einer Choleraepidemie heimgesucht. Möglicherweise waren diese Ereignisse Auslöser für Stewards Entscheidung, Ärztin zu werden. Im Jahr 1867 schrieb sie sich am New York Medical College for Women ein, dessen Gründerin Clemence Sophia Harned Lozier ihre Freundin und Mentorin wurde. Ihre Studiengebühren bezahlte sie mit dem Geld, das sie als Lehrerin verdient hatte. Drei Jahre später erwarb sie den Doktortitel, was sie zur dritten schwarzen Ärztin der Vereinigten Staaten und der ersten im Staat New York machte. Bei ihrer Graduierung hielt sie die Abschiedsrede.

### Wirken als Ärztin
Von 1870 bis 1895 praktizierte Steward in ihrer eigenen Praxis in der DeKalb Avenue in Brooklyn, zunächst unter ihrem Mädchennamen. Nach ihrer Hochzeit mit dem Pfarrer William G. McKinney wurde sie als Doktor Susan Smith McKinney bekannt. Dabei machte sie keinen Unterschied zwischen schwarzen und weißen Patienten und behandelte alle, die sich an sie wandten. Stewards Schwerpunkt lag auf Schwangerschaftsvorsorge und Kinderkrankheiten, wozu sie mehrere Abhandlungen verfasste. Ihre Praxis war so erfolgreich, dass sie eine Zweigstelle in Manhattan eröffnen konnte.
Steward arbeitete aktiv daran, die medizinische Versorgung der Schwarzen zu verbessern. 1881 war sie Mitbegründerin des Brooklyn Women’s Homeopathic Hospital and Dispensary für schwarze Frauen, welches später in Memorial Hospital for Women and Children umbenannt wurde. Auch wurde sie Mitglied der Kings County Homeopathic Medical Society und der Homeopathic Medical Society of the State of New York, wo sie Vorträge hielt und ihre Berichte vorstellte. Von 1887 bis 1888 absolvierte sie einen postgradualen Kurs am Long Island College Hospital, als einzige Frau unter den sonst männlichen Studenten. Ab 1892 arbeitete sie neben ihrer Praxistätigkeit auch am New York Medical College and Hospital for Women in Manhattan, wo sie selbst ausgebildet worden war. Im gleichen Jahr wurde sie eine von nur zwei Ärztinnen im Brooklyn Home for Aged Colored People (deutsch: Brooklyn-Heim für farbige alte Menschen), dem sie bis 1895 auch als Vorstandsmitglied diente.
Nach dem Tod ihres ersten Ehemannes heiratete Susan McKinney Steward im Jahr 1896 erneut und zog aus New York fort. In den nächsten Jahren erwarb sie die medizinische Lizenz in den Bundesstaaten Montana, Wyoming und Nebraska und praktizierte dort als Ärztin. Im Jahr 1898 nahm sie an der Wilberforce University in Ohio den Posten der Anstaltsärztin sowie einen Lehrstuhl für Gesundheit und Ernährung an. Sie hatte beide Posten bis zu ihrem Tod inne. Über ihre Tätigkeit dort schrieb Dr. William S. Scarborough, Präsident der Wilberforce University, im Jahr 1914:

„Dr. Susan McKinney Steward, für viele Jahre unsere Anstaltsärztin, war stets gewissenhaft darin, sich um junge Menschen zu kümmern, die medizinische Aufmerksamkeit brauchten. Ich schätze mich glücklich, sie und ihre Dienste zu belobigen und zu sagen: Eine Frau wie sie in dieser Einrichtung zu haben, die von vielen Mädchen besucht wird, ist unentbehrlich.“

### Aktivitäten als Bürger- und Frauenrechtlerin

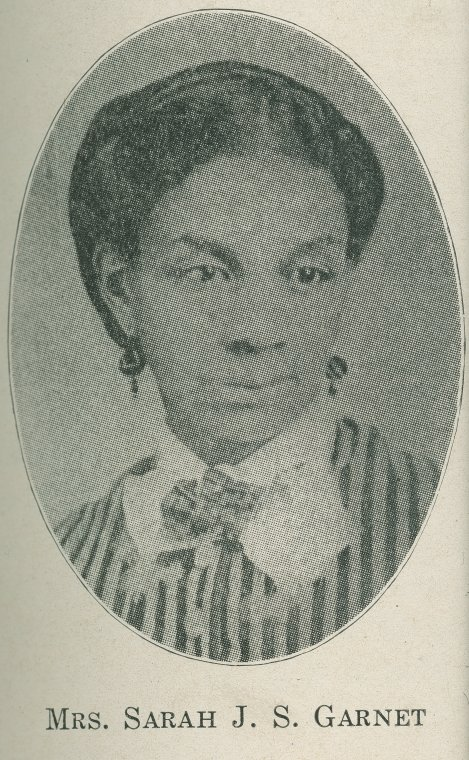
Sarah Garnet

Wie ihre Schwester Sarah Garnet war Susan McKinney Steward eine Verfechterin des Frauenwahlrechts. Gemeinsam mit Garnet gründete sie in den späten 1880ern die Coloured Women’s Equal Suffrage League (deutsch: Liga farbiger Frauen für gleichberechtigtes Wahlrecht) ins Leben. Es war die erste und einzige Organisation der Suffragetten für schwarze Frauen in Brooklyn. In dieser Gruppe diskutierten die Mitglieder, darunter auch Männer, über die gewünschte Einführung des Frauenwahlrechts sowie der Bürgerrechte für Frauen und zählten die Erfolge seit dem letzten Treffen auf. Zusätzlich war Steward die Präsidentin der Women’s Christian Temperance Union Number 6 an, die sich für Abstinenz einsetzte.
Als im Jahr 1892 die Journalistin Ida B. Wells wegen ihrer Berichte über die Lynchjustiz der Südstaaten angegriffen und ihre Druckerpressen verbrannt wurden, organisierte Steward mit ihrer Schwester Sarah Garnet und weiteren prominenten, schwarzen Bürgerrechtlerinnen eine Anti-Lynchjustiz-Veranstaltung in New York, die von 250 Leuten besucht wurde. Nach dem Treffen gründeten Steward und ihre Mitstreiterinnen die Women’s Loyal Union of New York and Brooklyn (deutsch: Treue Union der Frauen von New York und Brooklyn), die sich zum Ziel setzte, den Kampf gegen die Lynchjustiz fortzuführen, die Schwarzen zu bilden und „ihr Glück in jeder gesetzes- und sittentreuen Weise zu erhöhen.“
Im Jahr 1911 reiste Steward gemeinsam mit ihrem Ehemann und Sarah Garnet als Abgesandte der AME Church nach London, wo sich vom 26. bis zum 29. Juli zum ersten Mal der Universal Races Congress traf. Dort hielt sie einen Vortrag unter dem Titel „Farbige Frauen in Amerika“, wo sie u. a. die Errungenschaften von Phillis Wheatley, Ida B. Wells und Mary Church Terrell hervorhob. Gleichzeitig erhielt sie die Möglichkeit, sich mit schwarzen Aktivisten außerhalb der Vereinigten Staaten auszutauschen. 
1914 hielt sie vor der National Association of Colored Women’s Clubs in Wilberforce einen Vortrag mit dem Titel „Frauen in der Medizin“, der sich mit Heilerinnen und Ärztinnen von der biblischen Zeit bis zum Jahr 1914 beschäftigte. Er enthielt eine nahezu vollständige Auflistung aller schwarzen Frauen, die in den Vereinigten Staaten als Ärztinnen praktizierten. Auch plädierte sie dafür, Frauen Praktika in medizinischen Berufen zu ermöglichen, und wies darauf hin, welchen Doppelbelastungen Ärztinnen ausgesetzt waren, die neben ihrem Beruf auch noch den damals typischen Pflichten als Haus- und Ehefrau nachkommen mussten. 

„Glücklich sind die Männer, die diese Frauen aus wirtschaftlichen Gründen heiraten. Sie sind dreifach gesegnet, nehmen sie sich doch eine Ehefrau, eine geschulte Pflegerin und eine Ärztin. Ich rate diesen Frauen zur Vermeidung solcher ungleichen Verbindungen. Ein solcher Gefährte wird sich als Mühlstein um ihren Hals erweisen.“

### Privatleben
Zeit ihres Lebens interessierte sich Susan McKinney Steward für Musik. Auch während ihrer Karriere als Ärztin wirkte sie in der Bridge Street AME Church in Brooklyn als Orgelspielerin und Chorleiterin. Als Mitglied der Brooklyn Literary Union organisierte sie musikalische Veranstaltungen und verkaufte dafür Eintrittskarten. Auch war sie aktiv in der Missionsarbeit der Kirche.
In den frühen 1870ern – entweder 1871 oder 1874 – heiratete Susan Smith den Pfarrer William G. McKinney, der etwa 20 Jahre älter war als sie. Das Paar hatte zwei gemeinsame Kinder, eine Tochter namens Anna Holly-Carty, die später Lehrerin wurde, und einen Sohn namens William Sylvanus McKinney, der in der Episkopalkirche der Vereinigten Staaten Pfarrer werden sollte. Beide Kinder unterstützten ihre Mutter bei deren musikalischen Tätigkeiten. William G. McKinney erlitt im Jahr 1890 eine Hirnblutung und starb 1892. 
Am 26. November 1896 heiratete die Ärztin ihren zweiten Ehemann Theophilus Gould Steward, den Militärgeistlichen des 25. „farbigen“ Infanterieregiments. Hatte sie ihr bisheriges Leben fast ausschließlich in Brooklyn verbracht, reiste sie nun viel, teilweise mit dem Regiment ihres Mannes, teils um Familienmitglieder zu besuchen. So reiste sie 1897 von Ohio nach Haiti, um ihrem ersten Enkel Louis Holly auf die Welt zu helfen. Mit ihrem Mann war sie u. a. in Fort Niobrara (Nebraska) und Fort McIntosh (Texas) stationiert. Während sie 1898 an die Wilberforce University ging, diente Theophilus Steward seinem Regiment bis 1902 in Kuba und den Philippinen. 1907 gesellte er sich zu seiner Frau an die Universität und unterrichtete Geschichte.

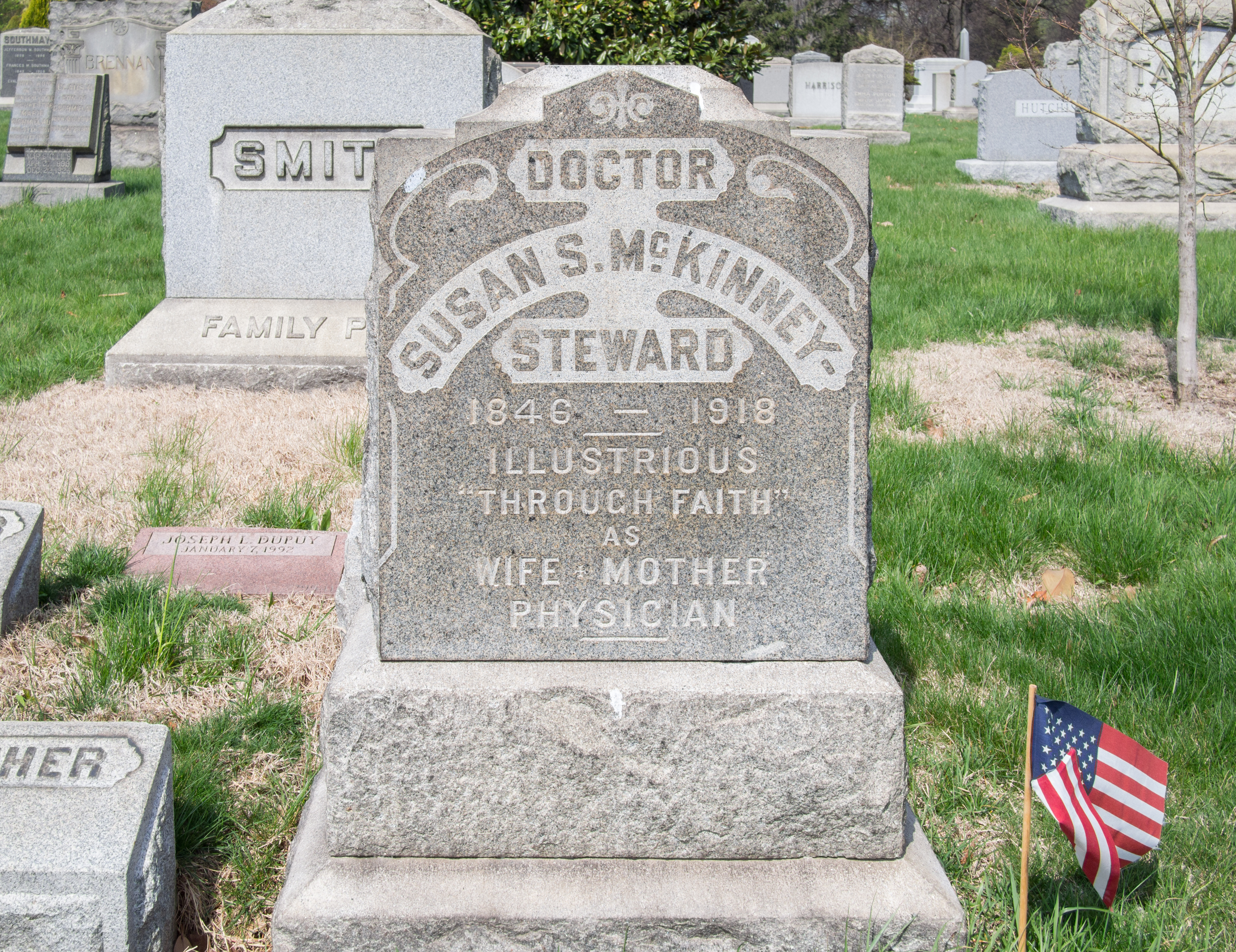
Susan McKinney Stewards Grab auf dem Green-Wood Cemetery

Susan McKinney Steward verstarb unerwartet im Alter von 71 Jahren am 7. März 1918 in ihrem Haus auf dem Campus der Wilberforce University. Ihr Körper wurde nach Brooklyn überführt, wo sie auf dem Green-Wood Cemetery beigesetzt wurde. Bei ihrer Trauerfeier sprachen u. a. W. E. B. Du Bois, Dr. William S. Scarborough und die Bürgerrechtlerin Hallie Quinn Brown, die über sie sagte:

„Sie stand hoch in der Achtung derer, die ihre Kompetenz kannten, ihre Fähigkeiten, ihren wahren Wert. Sie war keine spektakuläre Frau. Sie war bescheiden. Eine absolut selbstständige Frau, ehrlich zu sich selbst und zu ihren Freunden. Sie war eine dieser großmütigen Kreaturen, die Frieden, Ordnung und Harmonie lieben. Aber sie konnte zuschlagen, hart zuschlagen, wenn sie glaubte, dass es sich um eine gerechte Sache handelte. Für sie gab es nur Gerechtigkeit auf der einen Seite und Ungerechtigkeit auf der anderen.“

## Würdigungen
1976 wurde mit der Susan Smith McKinney Steward Medical Society die erste Organisation afroamerikanischer Ärztinnen in der New Yorker Region gegründet.
Nach Susan McKinney Steward ist die Junior High School Dr. Susan S. McKinney Secondary School of The Arts benannt.